# Prueba documental
En Derecho, la prueba documental es uno de los medios disponibles para demostrar la veracidad de un hecho alegado. Esto por cuanto la información que consta en documentos o escritos puede ser valorada por un juez como muestra veraz de la autenticidad de un hecho.
La prueba documental se divide en dos tipos:
Los documentos públicos son el medio más idóneo para demostrar un hecho. Estos se dividen en dos tipos:
- Los documentos públicos: Son documentos emitidos por funcionarios de las agencias públicas (órganos del Estado). Por ejemplo, certificaciones del registro de la propiedad, o documentos emitidos por las oficinas judiciales. Los documentos públicos gozan de fe, es decir, se cree que son ciertos, y para que pierdan validez, debe demostrarse la falsedad de su información.

- Los instrumentos públicos: son las escrituras emitidas por notarios.

Tanto los documentos como los instrumentos públicos hacen plena prueba de los hechos.

## Los documentos privados
Los documentos privados son todos aquellos escritos en que se incluyan, sin intervención de un notario, declaraciones capaces de producir efectos jurídicos. Mientras no se compruebe la autenticidad de las firmas del documento, no valen como prueba judicial. Una vez comprobadas las firmas, tienen tanta validez como un documento público.
En caso de que alguno de los firmantes declare que no es la firma suya la que aparece en el documento, este puede ser dotado de validez ya sea por testigos que verifiquen la autenticidad de la firma, o por el examen del documento por parte de expertos en grafoscopía que certifiquen la autenticidad.
Su finalidad es demostrar, contradecir y reconocer la autenticidad y realidad de los hechos expuestos por las partes en litigio y su objetivo de valoración y actuación de la pruebas resulta ser obligatorio, independiente y de acuerdo a derecho.

## Prueba documental y demanda
Siguiendo el principio de lealtad procesal por el cual se debe evitar sorpresas procesales a las partes como la ignorancia de la existencia de algún documento fundamental para defenderse, es obligatorio para las partes acompañar la prueba documental al presentar la demanda judicial, la contestación y la reconvención. Deben acompañar la totalidad de la documental y ofrecer las restantes pruebas por aplicación del principio procesal de economía procesal y la directiva de concentración en un solo acto.
Si la prueba documental no estuviera en poder de las partes, quien la ofrezca debe especificar su contenido, lugar, archivo, oficina pública y persona en cuyo poder se encuentre. En lo que se refiere al contenido, es necesario que el sujeto transcriba el documento o presente copias que posibiliten a la otra parte expedirse sobre el tema.
Para simplificar la obtención de estos documentos, la ley argentina permite que quien presenta oportunamente la prueba pueda, sin autorización judicial previa, requerir a entidades privadas directamente el envío de la documentación o copia auténtica remitida a la secretaría del juzgado.
Después de interpuesta la demanda, el actor ya no podrá presentar documentos, excepto los que sean de fecha posterior, o los de fecha anterior mientras afirme bajo juramento que no ha tenido conocimiento de ellos. De esto se dará traslado a la otra parte para que se oponga y produzca prueba en contrario. Los documentos mencionados puede interponerse durante el período de prueba y hasta la citación para sentencia.

## Prueba documental informática
En la informática forense (como disciplina particular de la criminalística) surgen nuevos soportes (magnéticos, ópticos, etc) en los cuales se almacena la información, por lo que para poder trabajar con esta nuevo género de prueba se debe tratar de la misma forma que una prueba documental clásica, simplemente que se deben tomar los recaudos propios de un medio informático: realizar el correspondiente digesto matemático que asegure su integridad y procurar generar una cadena de custodia.
En el siglo XXI la transformación de las pruebas documentales en evidencias digitales ha puesto en una transformación constante los sistemas judiciales del mundo. Una muestra de ello ha sido la incorporación de nuevas evidencias tales como los mensajes de texto en aplicaciones y en celulares. Estas evidencias digitales exigen que los jueces estén cada vez más preparados para hacer una adecuada valoración de nuevos medios de prueba.